# George Maximilian Fest
George Maximilian Fest (Altenburg, 7 de gener de 1872 - [...?]) fou un director d'orquestra i organista alemany.
Estudià al Conservatori de Leipzig, sota la direcció de Piutti, Hefmeyer, Adolf Ruthardt, Salomon Jadassohn, Schreck i Nebling. Fou organista de l'església de Natanael (Leipzig-Lindenau), i va cooperar a les solemnitats artístiques de la Societat Bach i Riedel, de Leipzig, realitzava gires tot sovint arreu d'alemanya, Àustria, Itàlia i altres nacions europees, aconseguint grans èxits.